# Synagoga w Grodzisku Mazowieckim
Synagoga w Grodzisku Mazowieckim – istniejąca w latach 1864-1940 drewniana synagoga w Grodzisku Mazowieckim, przy zbiegu ulic 17 Stycznia i Obrońców Getta.

## Historia

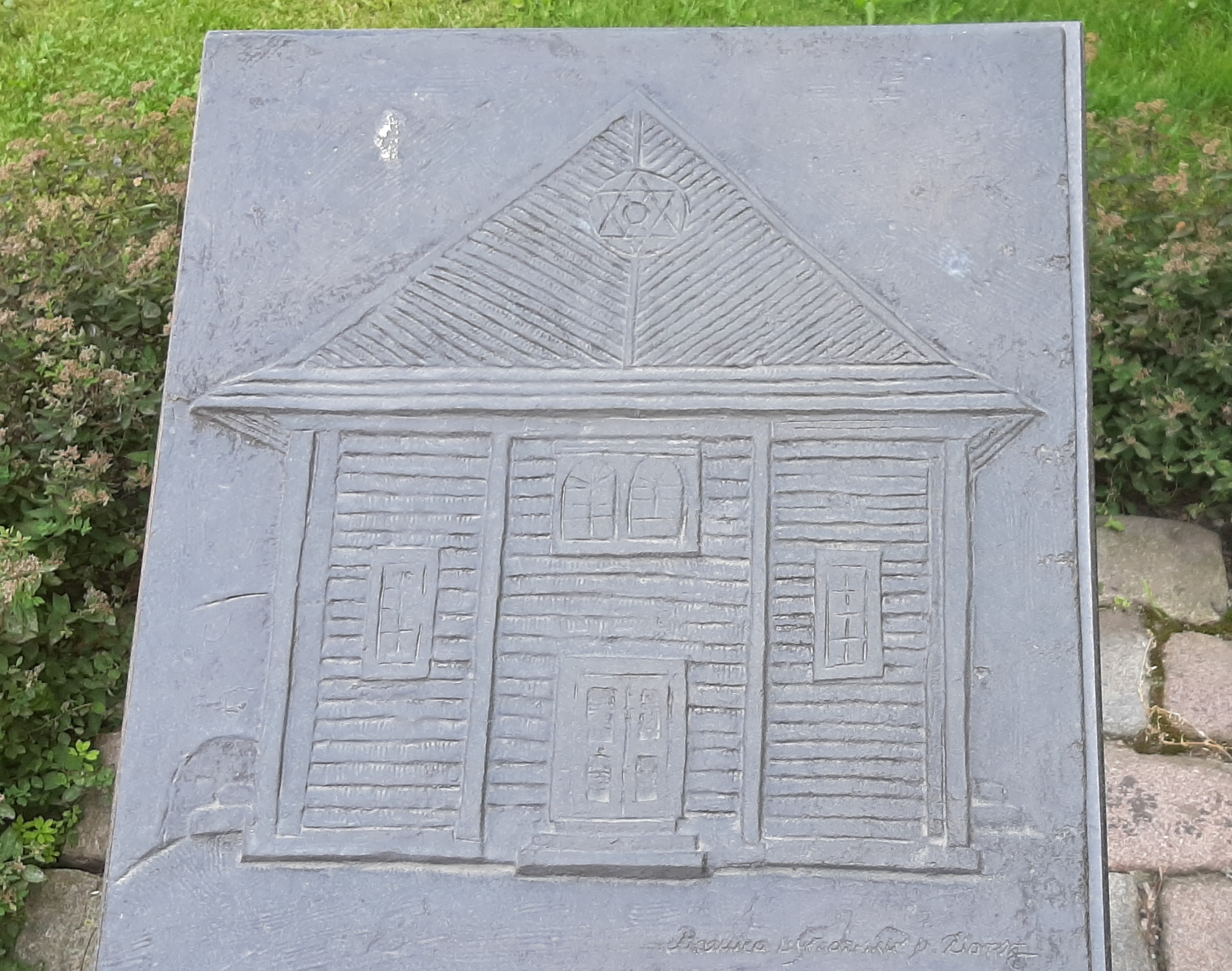
Wizerunek synagogi na pomniku

Pierwszą synagogę w historii miasta zbudowano w XVIII wieku. W późniejszych latach, budynek świątyni był w bardzo złym stanie technicznym, co przyczyniło się do podjęcia decyzji przez grodziskich Żydów o budowie nowej synagogi. Początkowo zakładano, że nowy budynek będzie murowany, lecz przedsiębiorca Lejwe Gutgeld ofiarował duże ilości drewna pod budowę bożnicy, więc z pomysłu budowy murowanej synagogi zrezygnowano. 
Nowa synagoga stanęła w roku 1864 przy zbiegu dzisiejszych ulic 17 Stycznia i Obrońców Getta. Budynek zbudowany z drewna posiadał dwuspadowy dach z gwiazdą Dawida na zwieńczeniu. Według Ks. Mikołaja Bojanka, w synagodze znajdowała się okiennica składana z namalowanym na niej Orłem Białym. W środku znajdowały się zdobienia autorstwa Maurycego Apfelbauma. 
Synagoga została zlikwidowana w 1940 roku. W latach 40 XX wieku, obiekt został rozebrany przez mieszkańców Grodziska Mazowieckiego. W latach PRL w miejscu dawnej świątyni powstała pralnia.
Dnia 15 lutego 2016 roku, czyli w 75 rocznicę likwidacji grodziskiego getta odsłonięto pomnik upamiętniający grodziskich Żydów. Pomnik zbudowany jest z granitu oraz widnieje na nim wizerunek synagogi w Grodzisku. Pomnik stoi obok budynku przy ulicy Obrońców Getta 12, obok lokalizacji dawnej świątyni.